# Campeonato de Wimbledon 1999

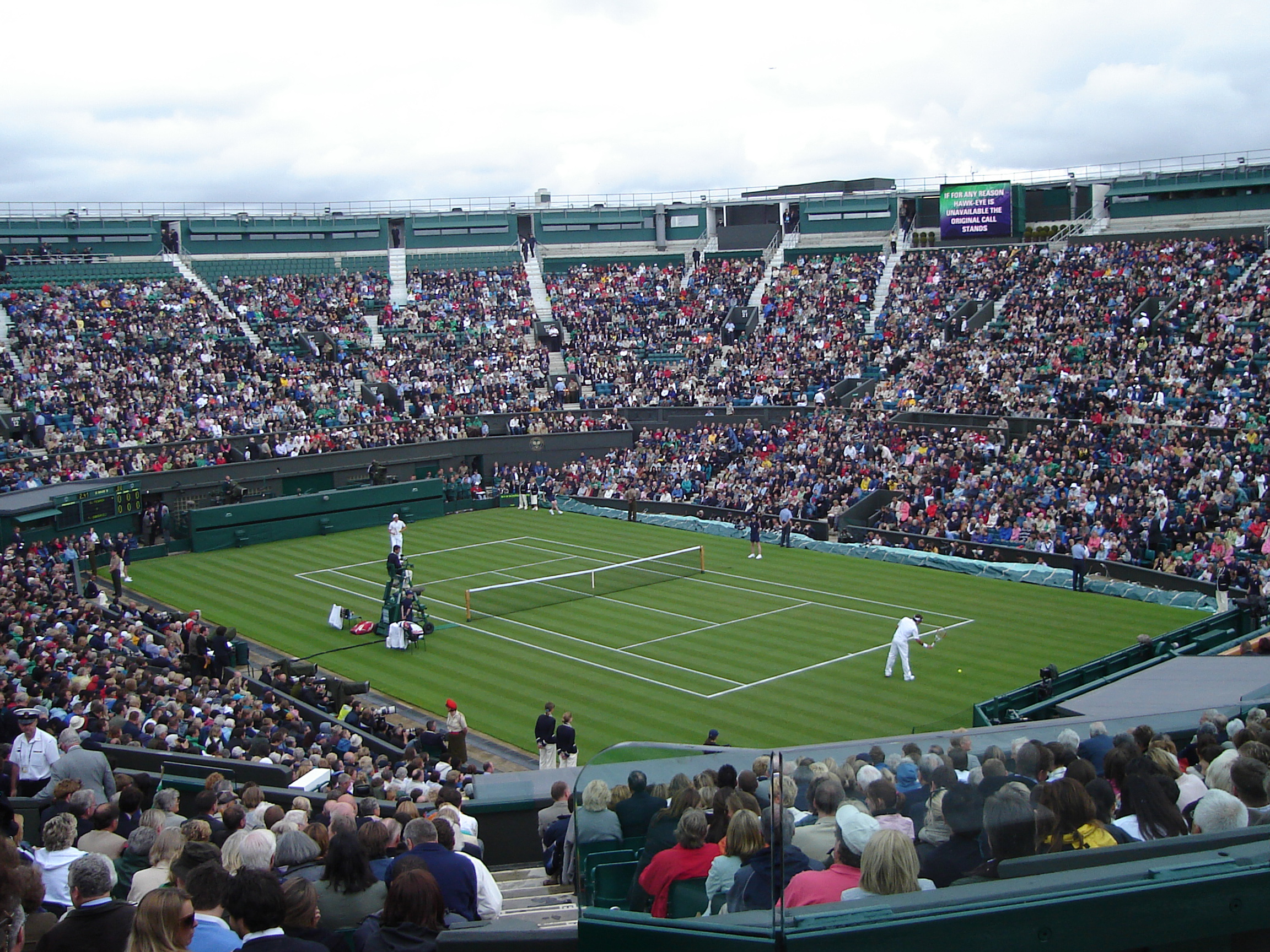
Una cancha central sin techo en las primeras etapas de remodelación.

Lista de los campeones del Campeonato de Wimbledon de 1999:

## Individual Masculino
Pete Sampras (USA) d. Andre Agassi (USA), 6-3, 6-4, 7-5

## Individual Femenino
Lindsay Davenport (USA) d. Steffi Graf (GER), 6-4, 7-5

## Dobles Masculino
Mahesh Bhupathi/Leander Paes (IND) d. Paul Haarhuis (NED)/Jared Palmer (GBR), 6-7(10), 6-3, 6-4, 7-6(4)

## Dobles Femenino
Lindsay Davenport/Corina Morariu (USA) d. Mariaan de Swardt (RSA)/Elena Tatarkova (UKR), 6-4, 6-4 

## Dobles Mixto
| Predecesor: 1998                         | 'Campeonato de Wimbledon 1999' 1999 | Sucesor: 2000                           |
| Predecesor: Torneo de Roland Garros 1999 | Grand Slam 1999                     | Sucesor: Abierto de Estados Unidos 1999 |

- Datos: Q727406